# 尤茲 (阿拉巴馬州)
尤兹（英語：Uchee）是一個位於美國阿拉巴馬州拉塞爾縣的非建制地區。該地的面積和人口皆未知。

## 地理
尤兹的座標為32°21′03″N 85°21′53″W / 32.35083°N 85.36472°W，而該地的平均海拔高度為105米（即541英尺）。